# San Francisco Javier bautiza a un infiel en tierras de Oriente
San Francisco Javier bautiza a un infiel en tierras de Oriente es el nombre puesto a un teatrino del siglo XVI. Es de manufactura alemana. En él se representa una escena portuaria, en la cual conjuga elementos históricos de la época.

## Anécdota histórica
Durante su estancia en el sur de Japón, san Francisco Javier escribió unas animadas cartas sobre lo prometedor que resultaban aquellas tierras. Tras este suceso llegaron una cantidad considerable de misioneros. Estos predicaron entre los gobernantes y campesinos. Como zonas principales se registran: el suroeste del país, Kioto y sus alrededores. Oda Nobunaga permitió el florecimiento de esta religión, así como el comercio implícito; sin embargo, su sucesor (Toyotomi Hidegoshi) prohibió este tipo de actos. Para 1587 se comenzó una persecución de los conversos.

## Características de la obra
Al frente y en segundo plano, un sol con rostro y expresión contemplativa. Su aura de luz es representada por líneas largas y doradas. Debajo aparecen tres embarcaciones. Hacia las orillas de la costa (del lado izquierdo y derecho) se encuentran un par de barcas. Estas dos son escenas que muestran al santo realizando tanto el derribo de los ídolos falsos, como la calma de la tempestad. Destaca en esta parte la presencia de unos castillos y algunos edificios en las montañas del fondo: la arquitectura representada luce ajena a la de los castillos orientales de la época. En primer plano abunda un follaje que recuerda las ramas del bambú. Del lado derecho un ave reposa sobre las ramas. Dicho follaje crea un marco en torno a una serie de personas.
Al centro, dos negros, uno de los cuales carga lo que parecen ser telas preciosas; San Francisco, representado con una aureola semejante a los rayos que surgen del sol, muestra una actitud solemne (relacionado con el hecho del bautismo); del lado izquierdo hay una dama con ropas elegantes de la época y tez pálida, que en sus brazos sostiene a un niño, lo cual trae a la mente las imágenes comunes de la Virgen María; cerca de San Francisco está la figura del oriental que ha bautizado. En la variedad de estos personajes puede suponerse como significación el intercambio cultural (ideológico, religioso y comercial) que representaban este tipo de misiones. Cabe destacar la colocación de conchas verdaderas en algunos puntos de la pieza; también llama la atención la presencia de una columna cuya arquitectura recuerda a la clásica. Así también es posible identificar la escena con el tópico de las cuatro partes del mundo, en cuyo caso el eje interpretativo recae en la figura de Francisco Javier.

## Los cuatro continentes: alegoría
Esta alegoría surge de lo redactado en Iconología, de Cesare Ripa, y de los elementos de la cartografía, en conjunto con el arte profano. Esta alegoría posee toda una gama paisajística. Son comunes las representaciones en las que aparecen personajes de la realeza recibiendo presentes de las tierras exóticas. De aquí que las figuras que personifican tales lugares se distingan por su vestimenta, rasgos y color de piel. Constantemente se alude a la universalidad de la religión católica. Este rasgo se afirma en la obra a través de la de Francisco Javier, pues su representación recuerda a otra en la que el jesuita reparte agua bendita a tres reyes; también hay parecido con la obra Milagros de San Francisco Javier, de Peter Sion. La alegoría aquí expuesta mantiene relación con otro tópico de la época: las epifanías.

## Bautismo
Durante la conquista, el bautismo tuvo uno de los papeles más importantes en el dominio ideológico. El tema sacramental fue una constante durante la Reforma Católica. Representar el bautismo significaba una defensa de los ideales atacados por los protestantes; Francisco Javier resulta entonces no solo el intermediario para la formación de nuevos fieles, sino también la figura representativa en la expansión de la auténtica religión.

## El marco
Aquí se refleja el gusto de época por representar elementos de las tierras recién descubiertas; su fauna y su flora, sus artesanías y textiles. En la representación de estos aspectos reside una intención por mostrar poderío, soberanía. Igualmente significa los primeros atisbos del cientificismo que inicia su cimentación durante estos periodos.